# František Šípek
František Šípek (20. prosince 1850, Vídeň – 27. ledna 1906, Praha) byl český herec-komik a divadelní režisér.

## Život
Narodil se 20. prosince 1850 ve Vídni v české rodině. Studoval reálné školy v Praze, ale brzy odešel k divadlu. Roku 1867 se připravoval u Karla Šimanovského, následujícího roku poprvé veřejně vystoupil v Kravíně v úloze pážete v Tylově hře Mistr Jan Hus. Poté působil u několika divadelních společností — Švandovy, Stankovského a Pokorného. V letech 1881–2 hrál v městském divadle v Plzni. Když známý herec Jindřich Mošna onemocněl na hlasivky, nahradil jej Šípek v Prozatímním divadle, ale po jeho uzdravení odešel zpět do Švandovy společnosti. Příležitostně účinkoval i v brněnském Národním divadle.
Měl velký talent pro komické role. Kvůli svým projevům na scéně měl občas problémy se zákonem; nepříjemnosti mu dělal především policejní komisař Dedera, známý z dob Karla Havlíčka. Jednou byl zatčen a postaven před soud v Kutné Hoře pro zločin pobuřování; soud jej však odsoudil pouze pro přestupek ke 14 dnům vězení.
V roce 1892 uskutečnil s divadelní společností Františka Ludvíka cestu do USA, kde vystupovali především v Chicagu. Po návratu do Čech se nejprve přidal k Pištěkově společnosti a v roce 1898 se stal režisérem divadla Uranie, které zprvu hrálo na výstavě inženýrů a architektů v Praze.
Roku 1904 získal koncesi pro vlastní společnost, s níž 15. září zahájil v Jičíně cestu po Čechách. Potýkala se ale s nepřízní publika i finančními těžkostmi. To mělo nepříznivý vliv na Šípkovo duševní zdraví — stával se podrážděným, zádumčivým, často se rozplakal, pronásledoval ho strach, že se neuživí. Koncem roku 1905, během pobytu v Jindřichově Hradci, byl jeho stav tak špatný, že už nebyl schopen ani hrát, ani řídit provoz divadla. Byl dopraven ke známým do Prahy, a když nemoc nepolevovala, byl 9. ledna 1906 přijat do ústavu choromyslných. Ranila jej rovněž mrtvice na pravou polovinu těla. Po necelých třech týdnech v ústavu zemřel v noci na sobotu 27. ledna 1906. Pohřben byl na Olšanských hřbitovech za velké účasti herců a dalších představitelů kultury.
| „             | Soudívalo se o něm všelijak. Pro jeho zatrpklou výbojnost mu někteří dávali přezdívku "nepřítel lidu". Věděli, že tento nepřístupný morous něžně miloval svou matku, že o ni pečoval až do vysokého stáří s upřímnou synovskou láskou a vodíval ji do divadla, kdykoli vystupoval v nějaké dobré úloze? Věděli, jak pomáhal starým hereckým veteránům a jak učil mladší kolegy, u nichž našel opravdové nadání? Snad měli víc pravdy ti, kdož mu přezděli "zlý dobrák". Jeho srdce nebylo bezcitné. Bylo zraněné. Světem, lidmi, tíhou života. | “ |
| — Rudolf Deyl | |   |

## Dílo
Knižně vyšly jeho práce:
- Šarapatky (1901)
- Václav Hora, myslivec 18. praporu, aneb, Pražské děti : lidová hra se zpěvy o 4 jednáních (1901)